# Steven M. Stern
Pour les articles homonymes, voir Stern.
Steven M. Stern est un compositeur américain né à Baltimore, Maryland (États-Unis).

## Filmographie
- 1995 : Call Girl
- 1995 : Comportement indécent (Indecent Behavior III)
- 1996 : Sweet Nothing
- 1997 : The Beneficiary (TV)
- 1998 : Le Prix de l'indiscrétion (Indiscreet) (TV)
- 2000 : Big Brother Trouble
- 2000 : Bloody Murder (vidéo)
- 2001 : Hangman (TV)
- 2002 : Swatters
- 2002 : The Bike Squad
- 2002 : Another Bobby O'Hara Story...
- 2003 : Special
- 2003 : Pirates
- 2003 : D.E.B.S.
- 2003 : Bloody Murder 2: Closing Camp (vidéo)
- 2004 : D.E.B.S.
- 2004 : The Nearly Unadventurous Life of Zoe Cadwaulder
- 2004 : Un rendez-vous avec Drew (My Date with Drew)
- 2004 : Memoirs of an Evil Stepmother
- 2005 : Sexcrimes 3 - diamants mortels (Wild Things: Diamonds in the Rough) (TV)
- 2005 : Wanted (TV)
- 2005 : J.F. partagerait appartement 2 : The Psycho (Single White Female 2: The Psycho) (vidéo)
- 2008 : Impact Point (vidéo)
- 2010 : Sexcrimes : partie à 4 (Wild Things : Foursome) (vidéo)